# Selecció de bàsquet de Portugal
La selecció de bàsquet de Portugal (portuguès: Seleção Portuguesa de Basquetebol) és l'equip format per jugadors de nacionalitat portuguesa que representen la Federació Portuguesa de Bàsquet a les competicions internacionals organitzades per la Federació Internacional de Bàsquet (FIBA) i el Comitè Olímpic Internacional (COI): els Jocs Olímpics, el Campionat mundial de Bàsquet i l'Eurobàsquet, entre d'altres.
El primer partit de la selecció portuguesa es disputà el 24 de maig de 1931 amb derrota 9-32 contra França. El 1935 fou eliminada en la classificació per l'Europeu del mateix any. El seu debut en un Campionat d'Europa fou l'any 1951. El segon cop que es classificà per un EuroBasket fou l'any 2007. Després de no participar en l'europeu de 2009, Portugal aconseguí classificar-se per l'edició de 2011.

## Classificacions

### Campionats europeus
- 1951 - 15
- 2007 - 9
- 2011 - 21

### Jocs de la Lusofonia
- 2006 -  1
- 2009 -  3

## Jugadors destcats
- Tó Ferreira
- João Gomes
- Carlos Lisboa
- Nuno Marçal
- Pedro Miguel Neves
- Pedro Nuno
- Rui Pinheiro
- Mike Plowden
- Sérgio Ramos
- Steve Rocha